# Giohar

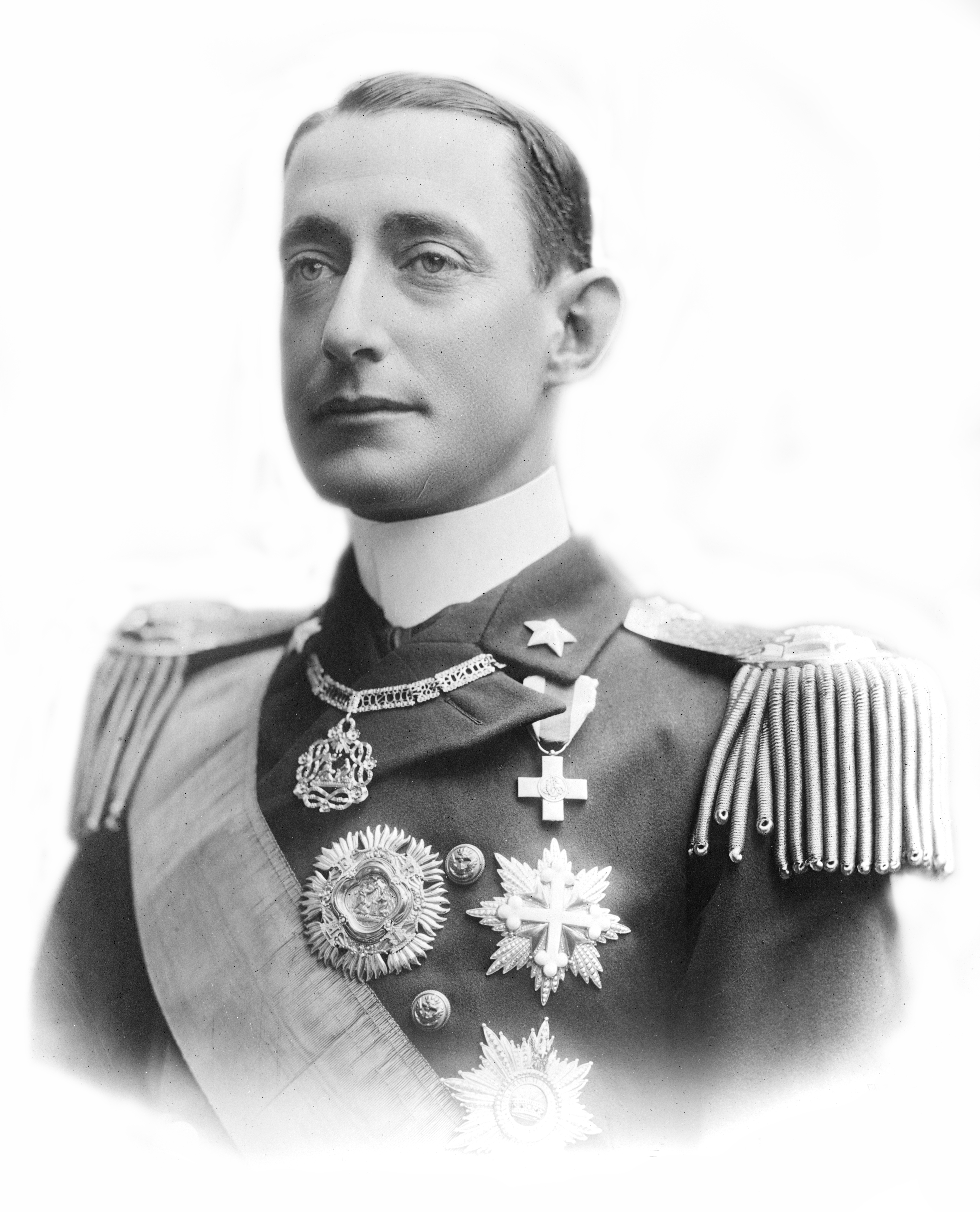
Luigi Amedeo, Duca d'Abruzzi, fondatore della colonia agricola

Giohar (altre dizioni: Jawhar e Johar, già  Villaggio Duca degli Abruzzi poi Villabruzzi in italiano), è una città della Somalia capoluogo della regione del Medio Scebeli.

## Storia
Fondata nel 1920 dal Duca Luigi Amedeo di Savoia-Aosta come colonia agricola con il nome "Villaggio Duca degli Abruzzi", ebbe uno sviluppo notevole negli anni trenta. Vi si insediarono alcune migliaia di coloni italiani nella seconda metà degli anni trenta.

### Il Villaggio duca degli Abruzzi
La cittadina, chiamata allora comunemente "Villaggio Abruzzi", o più comunemente Villabruzzi, divenne il centro agricolo principale della Somalia italiana durante il Fascismo, con una modesta industria alimentare collegata.
Il "Villaggio Duca degli Abruzzi" fu fondato a circa 90 km a nord di Mogadiscio, in una vallata fertile vicino al fiume Uebi Scebeli, e fu collegato alla capitale con una ferrovia (ora disattivata): la Ferrovia Mogadiscio-Villaggio Duca degli Abruzzi. Era situato ad 1 km a sud dell'antico villaggio di Giohar (che finì inglobato negli anni venti con i suoi 300 abitanti). Nel 1926, la colonia comprendeva 16 villaggi, abitati da 3.000 somali e 200 italiani. Nel 1940, il Villaggio Duca degli Abruzzi (o semplicemente "Villabruzzi") aveva già una popolazione di 12.000 abitanti, di cui circa 3.000 italiani (il 25% della popolazione totale).
Il seguente breve saggio di Fernando Termentini sul "Villaggio Abruzzi" dà un'idea dell'apporto italiano negli anni del colonialismo. Viene tratto dal suo scritto del 2005 intitolato: "Somalia, una nazione che non esiste" :
specialmente dopo l'inizio della guerra civile somala nel 1991.
Nel 2005 fu occupata da truppe etiopiche, che vi mantennero il legittimo "Governo Transizionale Somalo". Vi abitano ancora oltre 200 italo-somali, discendenti di coloni italiani e madri somale.
Recentemente Giohar è stata rioccupata dalle milizie islamiche e nel 2008 rimase incomunicata con il legittimo governo somalo, sostenuto dalle Nazioni Unite.
Nel gennaio 2009 il leader di una fazione moderata dell'Unione delle Corti Islamiche Sheikh Sharif Sheikh Ahmed è stato eletto capo del "Governo Federale di Transizione" e le sue truppe controllano nuovamente la martoriata Giohar.

### Giohar nella Somalia indipendente
Dopo la seconda guerra mondiale, con l'abbandono delle attività da parte dei coloni italiani, la zona perse lentamente il proprio potenziale agricolo.
Il Villaggio Duca degli Abruzzi (parzialmente spopolato negli anni cinquanta e divenuto un piccolo quartiere di periferia della crescente cittadina di Giohar) cambiò nome e divenne anch'esso ufficialmente "Jowhar" nel 1960, quando il presidente Siad Barre iniziò il processo di decolonizzazione della Somalia appena diventata indipendente.
Questo processo comportò l'allontanamento di molti italo-somali dalla cittadina, con conseguente impoverimento dell'economia locale. Quando il regime socialista di Siad Barre prese il potere in Somalia, furono attuate nazionalizzazioni che minarono la produttività agricola.
Infatti la delibera del "Co-operative Act n°70" del 1973, confiscò le terre a molti coltivatori diretti e le assegnò agli Enti statali (purtroppo male diretti e gestiti) "Fanoole Rice Farm", "Mogambo Irrigation Project" e "Juba Sugar Complex".
Negli anni ottanta Jowhar divenne la capitale regionale del Banaadir, separandosi dall'amministrazione di Mogadiscio.
Dopo l'inizio della guerra civile in Somalia, nel 1991, il declino della città accelerò. Jowhar divenne una delle sedi del governo del Transitional Federal Government nel 2004. Questo comportò che la città fosse teatro di scontri per il suo controllo tra le forze governative appoggiate dalle Nazioni Unite ed i ribelli islamici nel 2006.
A partire dal 1992 l'Ospedale Regionale di Giohar è supportato dalla ONG Italiana INTERSOS  grazie a finanziamenti di: CEI e Caritas italiana, Commissione europea, Cooperazione italiana, UNICEF, Comune di Pescara, Fondo globale, Fondazione BNC, CGIL CISL UIL e Confservizi, ISC Japan, Mediafriends, Regione Abruzzo, Fondi privati.

### Battaglia di Giohar e avvenimenti successivi al 2006
La battaglia di Giohar fu combattuta il 27 dicembre 2006 tra le forze governative del "Governo Federale di Transizione" della Somalia, appoggiato dagli Etiopi, e le milizie irregolari dell'Islamismo Fondamentalista, quasi tutte appartenenti all'Unione delle Corti Islamiche. Si risolse in una vittoria dei governativi, che riuscirono a liberare la città.
Il 17 maggio 2009 le milizie del gruppo integralista islamico Al-Shabaab hanno occupato la città imponendo regole draconiane, tra cui il divieto delle strette di mano tra uomini e donne.
Il 9 dicembre 2012 l'esercito somalo, coadiuvato dalle truppe dell'AMISOM, ha ripreso la città sconfiggendo i miliziani islamici.
L'economia agricola di Jowhar, che era stata molto fiorente durante il colonialismo italiano, si trova quasi completamente distrutta e la città è stata quasi completamente danneggiata dagli scontri degli ultimi anni, soprattutto a partire dal 2006.